# 禅仏寺
禅仏寺（ぜんふつじ）は、広島県庄原市東城町東城400-1にある真宗本願寺派の寺院。山号は龍水山。

## 歴史

### 宇山時代
文禄4年（1595年）、奴可郡入江村にある中山寺住職の了誓によって、奴可郡宇山村（現・庄原市東城町帝釈宇山）に禅仏寺が開かれたとされる。

### 東城時代

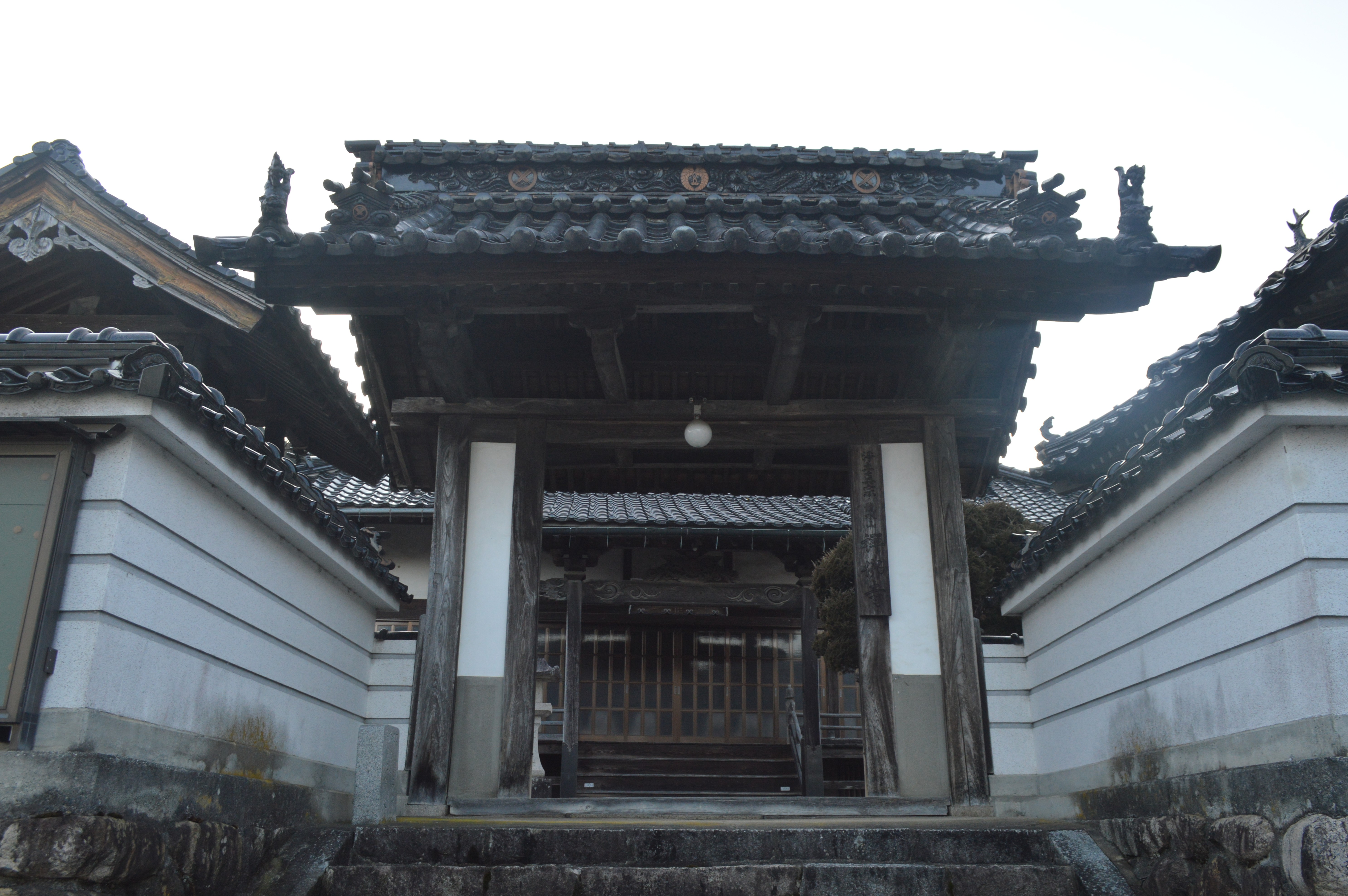
山門

当所は真宗興正派だったが、やがて真宗本願寺派に属した。1876年（明治9年）6月には宇山村から奴可郡東城村に移った。
1934年（昭和9年）9月、室戸台風によって本堂が破壊された。太平洋戦争時には梵鐘を供出したが、戦後の1956年（昭和31年）に梵鐘を再鋳した。
1977年（昭和52年）4月10日、納骨堂が竣工した。東側には三楽荘がある。